# Ley de Economía del Conocimiento
La Ley del Régimen de Promoción de la Economía del Conocimiento, formalmente Ley 27.506, es una legislación sancionada por el congreso argentino en 2019 y modificada en 2020. Tiene como principal objetivo impulsar el desarrollo de actividades económicas y productivas con uso intensivo de tecnología y capital humano altamente calificado. 

## Historia
La antecesora de esta ley fue la Ley de Promoción de la Industria del Software, que fue promovida por Lavagna y promulgada en 2004. Creó un régimen de promoción de las tecnologías de la información por un plazo de 10 años con varios beneficios impositivos. Ese plazo fue prorrogado por el gobierno de Cristina Fernández de Kirchner con algunas modificaciones en 2011, primero, y en 2013, después. También la extendió el gobierno de Mauricio Macri, por lo que la prórroga llegaba hasta 2019. En vistas de actualizar el marco normativo para el sector, e incluir a otras disciplinas basadas en I+D, se comienza a trabajar en la Ley de Economía del Conocimiento. Obteniendo media sanción en la Cámara de Diputados con 182 votos a favor y 2 negativos, y su sanción completa a partir del voto unánime en el Senado (49 votos a favor). La norma estipula un plazo de vigencia de 10 años, hasta 2029, con una proyección de haber alcanzado para ese entonces a 11.000 empresas y haber aumentado las exportaciones en u$s 15.000 millones.
Una nueva ley fue elaborado durante el Alberto Fernández quien se comprometió a enviar un nuevo proyecto de ley al congreso. En junio de 2020 ingresó a la cámara de Diputados el nuevo proyecto de ley cuyos principales cambios radican en mayores beneficios para pymes, incorpora la perspectiva de género, con más beneficios para las empresas que incorporen mujeres, discapacitados y personas transgénero. Fue aprobada el 25 de junio en diputados y girada al senado. Para el año 2022 el sector de economía del conocimiento totalizó 298.955 puestos de trabajo con tuvo una suba interanual de producción del 9,4%. Las exportaciones de los servicios basados en el conocimiento (SBC) sumaron en 2021 año pasado 6.405 millones de dólares siendo eo tercer sector que más divisas aportan al país, con una proyección de exportaciones por más de 7.000 millones en 2022.

## Actividades

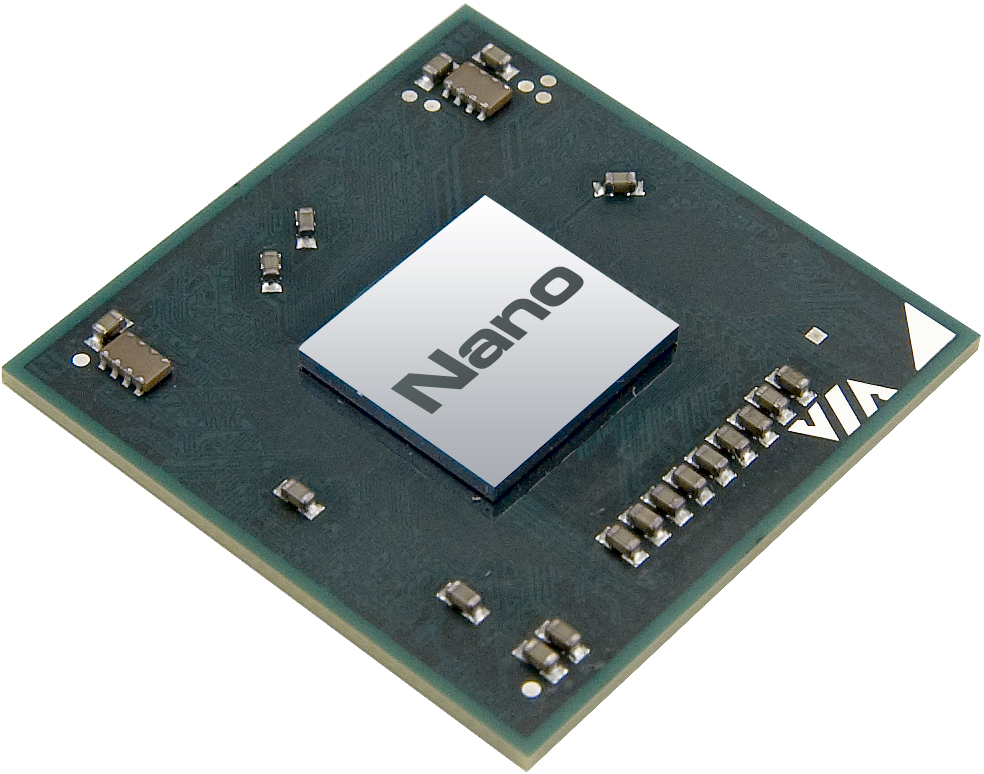
La nanotecnología es una de las actividades contempladas.

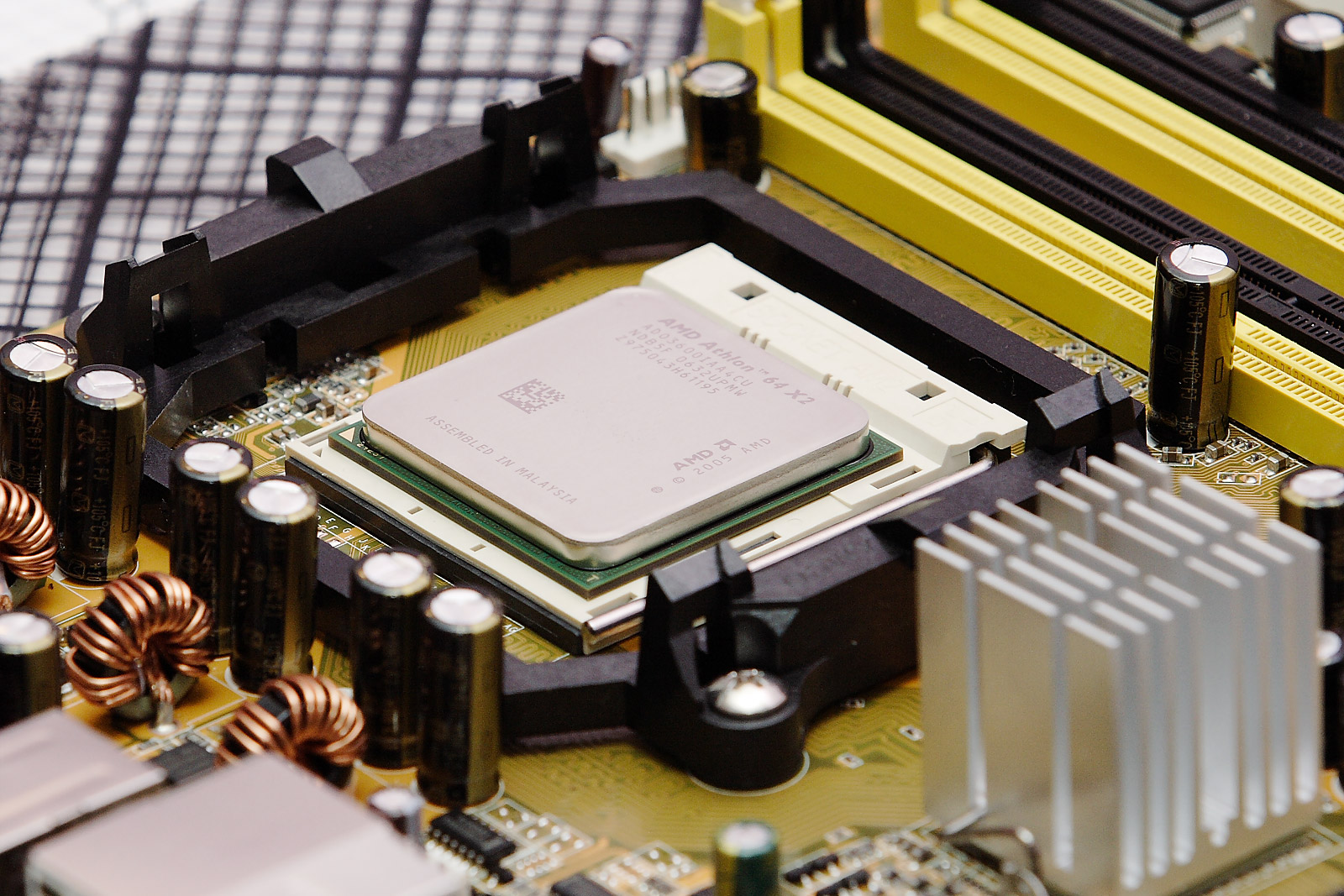
Las tecnologías de la industria 4.0 son aquellas a las que apunta el régimen de promoción.

El propósito de la ley es el de impulsar el uso de tecnología avanzada en diferentes actividades económicas o productivas. A cambio de ello, como incentivo los productores obtienen estabilidad fiscal, un compromiso de que no verán aumentada la carga tributaria impuesta (art 7°). Las tecnologías que promueve el proyecto son las siguientes:
- Uso de software y servicios tecnológicos o digitales, para ser incorporado en procesadores, videojuegos y servicios de cómputo en la nube;
- Producción y postproducción audiovisual, incluidas las de formato digital;
- Biotecnología, bioeconomía, biología, bioquímica, microbiología, bioinformática, biología molecular, neurotecnología e ingeniería genética, geoingeniería y sus ensayos y análisis;
- Servicios geológicos y de prospección y servicios relacionados con la electrónica y las comunicaciones;
- Servicios profesionales, únicamente en la medida que sean de exportación;
- Nanotecnología y nanociencia;
- Industria aeroespacial y satelital, tecnologías espaciales;
- Ingeniería para la industria nuclear;
- Fabricación, puesta a punto, mantenimiento e introducción de bienes y servicios orientados a soluciones de automatización en la producción que incluyan ciclos de retroalimentación de procesos físicos a digitales y viceversa, estando en todo momento, exclusivamente caracterizado por el uso de tecnologías de la industria 4.0, tales como inteligencia artificial, robótica e internet industrial, internet de las cosas (IOT), sensores, manufactura aditiva, realidad aumentada y virtual.

Como indica el proyecto en su artículo 13, la promoción de las tareas mencionadas será solventada por los beneficiarios mediante el pago de una tasa, la que en ningún caso podrá exceder el cuatro por ciento (4%) calculado sobre el monto de los beneficios fiscales obtenidos en el marco del régimen.

## Cumplimiento
La Ley de Economía del Conocimiento contempla un estricto régimen que deberán cumplir quienes se acrediten como beneficiarios de ella. En principio, existen ciertos requisitos para acceder al programa:
- Deben desarrollar en el país alguna de las actividades promulgadas por el proyecto;
- Deben encontrarse inscriptas en el Registro y cumplir dos de las siguientes tres exigencias:
  - Acreditar las realizaciones de mejoras de calidad en sus servicios, productos o procesos;
  - Acreditar la realización de erogaciones en actividades de investigación y desarrollo correspondiente al 3% de la facturación total, o en la capacitación de empleados, que corresponda al 8% de la masa salarial;
  - Acreditar la realización de exportaciones de bienes o servicios impulsadas por las actividades ya propuestas, correspondiente al 13% de la facturación total. En este último, en el caso de que la actividad promovida fuera de Servicios Profesionales, aumenta el porcentaje a un 70% para micro empresas y a un 45% para las pymes;
- Cumplimento de las actividades propuestas en el artículo 4° por un mínimo de 6 meses inmediatos a la acreditación al proyecto;
- Encontrarse en el curso habitual de cumplimiento de sus obligaciones fiscales, laborales, gremiales y previsionales debidamente acreditados con el certificado de libre deuda de la entidad respectiva (AFIP, MTEySS, Sindicatos).

## Obligaciones
Todo emprendimiento que quiera adherirse al Régimen de Promoción de la Economía del Conocimiento, además de obtener los ya mencionados beneficios, deberá comprometerse a cumplir con ciertas obligaciones, a saber:
- Divulgar información de acuerdo a un régimen informativo previsto en la ley;
- Hacer auditorías, verificaciones o inspecciones sobre la utilización y resultados de la nueva maquinaria;
- Realizar un aporte anual del 1,5% de los beneficios fiscales para el Fondo Fiduciario para el Desarrollo de Capital Emprendedor (FONDCE);
- Manifestar voluntad expresa de continuar en el régimen mediante un sistema de adhesión;
- Informar modificaciones sobrevinientes respecto de los requisitos informados al día de inscripción (informar 30 días después del cambio como máximo).

## Sanciones
Para aquellos emprendimientos que no cumplan con las obligaciones estipuladas, la ley establece un sistema de sanciones basado en multas y quitas de beneficios. Entre los puntos más importantes se encuentran: 
- Suspensión del goce de beneficios por un lapso de tiempo determinado (3 a 12 meses);
- Desprendimiento del régimen;
- No renovación de la inscripción como beneficiario;
- Multas por un monto no mayor al total de los beneficios;

## Beneficios para los adheridos
El programa proporciona una serie de beneficios fiscales para quienes se adhieran al mismo. El más atractivo consiste en la reducción de la alícuota del Impuesto a las Ganancias, que descenderá hasta un 15% para aquellos emprendimientos que cumplan todos los requisitos del régimen. A su vez, también se brinda una garantía de estabilidad fiscal: las empresas del programa no verán incrementada la carga tributaria total, y gozarán de una exención a las retenciones para aquellos productos que generen valor agregado. Asimismo, verán reducidas las cargas patronales de sus trabajadores registrados correspondientemente: dicho monto será devuelto en forma de Bono de Crédito Fiscal.